# Holluf Pile
Holluf Pile er en bydel i Tornbjerg Sogn i det sydøstlige Odense mellem Tornbjerg, Over Holluf og Neder Holluf. Bydelens første omkring 1000 huse blev bygget af Jens P. Kock i sidste halvdel af 1970'erne. Siden er der bygget flere huse til af andre firmaer.
Bebyggelsen er opdelt i de fire kvarterer Klokkens Kvarter, Hjulets Kvarter, Nøglens Kvarter og Vægtens Kvarter. Holluf Pile er bygget på en del af de jorder der oprindeligt tilhørte Hollufgård.

## Skole og bibliotek
I Nøglens Kvarter ligger Holluf Pile Skole og Holluf Pile Bibliotek. Holluf Pile Skole er en 3-sporet skole, der blev taget i brug i 1982. Den er siden udbygget af flere omgange. Holluf Pile Bibliotek er lokalbibliotek i Odense SØ og skolebibliotek for Holluf Pile Skole.
|  | Denne artikel om lokaliteten Holluf Pile kan blive bedre, hvis der indsættes et (bedre) billede. Du kan hjælpe ved at afsøge Wikimedia Commons for et passende billede eller lægge et op på Wikimedia Commons med en af de tilladte licenser og indsætte det i artiklen. |

55°22′00″N 10°27′00″Ø / 55.36667°N 10.45000°Ø